# 중수정화경사증류비용본초 권17
중수정화경사증류비용본초 권17(重修政和經史證類備用本草 卷十七)은 인천광역시 연수구 가천박물관에 있는 조선시대의 의학서적이다. 2011년 6월 21일 대한민국의 보물 제1716호로 지정되었다.

## 개요
『증류비용본초(證類備用本草)』,『정화본초(政和本草)』등으로 약칭하기도 하며 전 30권이다. 당신미(唐愼微)의 『경사증류비급본초(經史證類備急本草)』와 구종석(寇宗奭)의 『본초연의(本草衍義)』를 합편한 형태로 편찬된 것으로 본초학의 명저로 불린다.
성도(成都) 화양(華陽) 출신의 당신미(唐愼微)는 유명한 의사로서 사람들의 병을 치료해주고 값을 받지 않는 대신에 본인이 아는 명방(名方)과 비약(秘藥)을 알려달라고 하여 받은 약명과 약방을 수집하여 원풍(元豊) 5-6년(1082-1083)에 이 책의 초고를 작성하고 원부(元符) 1년(1098)에 정고(定稿)하여 본초학(本草学)의 대작으로 평가받는 『경사증류비급본초(經史證類備急本草)』(약칭證類本草) 31권을 저술하였다.
그 후 대관(大觀) 2년(1108)에 경의관(經醫官) 애성(艾晟) 등이 당신미의 『경사증류비급본초』를 중정(重正)하여『대관경사증류비급본초(大觀經史證類備急本草)』(약칭 大觀本草)라 개제하였고, 그 뒤에 정화(政和) 6년(1116)에 칙명으로 경의관 조효충(曹孝忠)이 다시 이를 교감하여 『정화신수증류비용본초(政和新修證類備用本草)』(약칭 政和本草)라 개제하였다. 소흥(紹興) 29년(1159)에 다시 교정하여 『소흥교정경사증류비급본초(紹興校定經史證類備急本草)』라 개제하였다.
그 후 남송 순우(淳祐) 9년(1249)에 평양(平陽)의 장존혜(張存惠)가 구종석이 472종의 본초를 정리하여 편찬한 『본초연의(本草衍義)』를 이 책에 합하여 31권본을 30권본으로 편찬하고 서명을『중수정화경사증류비용본초(重修政和經史證類備用本草)』로 개제하여 회덕헌(晦德軒)에서 간행하였다.
이 책의 특징은 다음과 같다.
총30권 가운데 1권(권17) 1책(45장)이 잔존하는 영본으로 활자[乙亥字]로 인행한 판본이다. 같은 판본으로 현존하는 완본으로 일본의 내각문고(子43-8)에 25책(內醫院印 날인), 동양문고에 25책, 궁내청 서릉부(558-13)에 23책, 존경각에 21책, 岩瀨文庫에 30권 25책의 완질본이 소장되어 있는 것으로 알려져 있다. 이 외에 대만고궁박물원에 12책이 수장되어 있다. 그 중에서 고궁박물원장본 과 岩瀨文庫장본에는 다음과 같이 내사기가 기록되어있다.
萬曆五年二月日/ 內賜內醫院參奉鄭士忠政和本草一件/命除謝/恩/右承旨臣張(臺灣古宮博物院藏)
萬曆五年二月日/ 內賜司諫院大司諫崔顒政和本草一件/命除謝/恩/右承旨臣張(日本岩瀨文庫藏)
위에 보는 바와 같이 같은 책을 같은 때에 반사한 것이 2건이나 전하는 것으로 보아 이 책들의 인출시기는 만력 5년 즉 선조 10년(1577) 2월 경이었음을 알 수 있다. 물론 반사시기가 반드시 출판시기를 말하는 것은 아니라 하더라도, 전혀 다른 벼슬을 하는 2인이 당시에 인출하지 않은 서적을 동시에 반사 받는 다는 것은 생각하기 어렵다는 점을 상정해보면, 이 시기가 인출시기였음을 짐작할 수 있다.
참고로 이들 전존본을 대교 검토한 논문(藤本幸夫,1994)에 의하면 이들은 같은 을해자본으로 밝히고 있다. 이외에 국내에도 고려대 만송문고에 8책(목록,권1-8,권13-14,권20-26), 국립중앙도서관에 1책(군25-26), 간송문고 1책(권1), 연세대 1책(권15-16)이 알려져 있다.
이 책의 문화재 지정 가치는 다음과 같다.
『중수정화경사증류비용본초(重修政和經史證類備用本草)』는 송대에 이룩한 본초학의 권위서로서 중국간본을 수입하여 16세기 후반에 을해자로 인출한 책이다. 비록 1권 1책(권17)에 지나지 않는 잔본이기는 하지만 표지를 개장한 이외에는 낙장이 없이 완전하고, 보존 상태도 양호하다. 조선전기 한의학과 본초학의 연구는 물론 서지학 연구에도 중요한 자료가 된다는 점과 국내에는 유일한 책이다.

## 참고 자료
- 중수정화경사증류비용본초 권17 - 국가유산청 국가유산포털